# Notoscopelus kroyeri
Notoscopelus kroyeri és una espècie de peix de la família dels mictòfids i de l'ordre dels mictofiformes.
Els adults poden assolir 14,3 cm de longitud total. Menja crustacis. Al Canadà és depredat per Coryphaenoides rupestris i Reinhardtius hippoglossoides. És un peix marí i d'aigües profundes que viu entre 0-1.000 m de fondària.
Es troba a l'Atlàntic entre el cercle polar àrtic i 37°N a l'est, i entre 60°N i 40°N a l'oest.